# 應召女郎

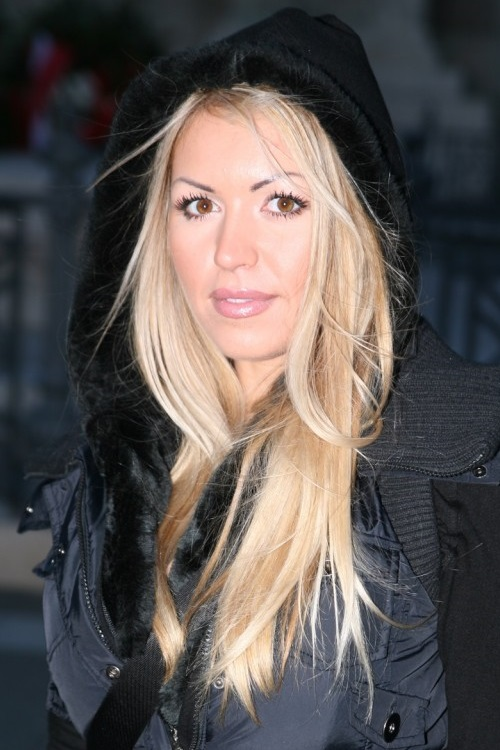
安妮特·道恩（Anette Dawn），西方最负盛名的豪华应召女郎之一。

應召女郎（call girl）又称伴游女子（female escort），指僅通过私下連絡進行性交易的性工作者。与流鶯和妓院中的娼妓不同，应召女郎一方面不公開接客，只与预约的嫖客会面；另一方面提供的服务也不限于陪睡，还包括陪玩、陪餐、陪酒等约会式的“女友体验”，因此单位时间内的收费通常也更高。
20世纪60年代，随着世界范围内家庭電話的普及，费尔南德·格鲁代特（Fernande Grudet）开創了应召女郎采取的性交易模式。性工作者或是通过中间人，或是亲自以电话等较为隐秘的方式揽客。这一模式既保证了性交易的隐秘性，使性工作者仍能从事其他工作，也使得性交易更为便捷。随着互联网的发展，应召女郎逐漸轉移到社群網路上开展交易。

## 高級應召女郎
高級應召女郎（Escorts or call girl ），有別於來者不拒的娼妓，因為可以通過電話交流認識，通常也會初步篩選客戶。  
- 收費較高，但面容姣好，健康有保證，可帶著出席公開場合或是單純只約會，談吐優雅，知識背景一般不低。
- 平時以正當職業作為偽裝（有加分作用），例如：模特兒、記者、演員、音樂工作者（如酒吧歌手）等。
- 這類女郎可能提供的服務範圍包括：商務宴會陪同、私人旅遊、參與文化活動，甚至作為客戶的社交顧問，協助處理複雜的社交場合。

與娼妓不同，高級應召女郎通常只接受熟客，並非所有人都提供性服務。有些高級應召女郎更能成為某些政商背景客戶的情婦，甚至在長期交往中誕下私生子。  
高級應召女郎在現代社會中的行業特色逐漸多元化。她們的工作不僅限於陪同，也可能涉及到心理支持、社交建議，甚至幫助客戶拓展人脈。隨著科技的發展，這一行業也逐漸數位化，客戶可以透過專屬平台或經紀公司聯繫這些服務，確保雙方的隱私與安全。  

## 大众文化
- 电视剧
  - 《应召女郎的秘密日记》（根据Belle de Jour的匿名回忆录改编）
- 電影
  - 《Sessions》（1983年）
- 漫畫
  - 《正妹宅急便》（原案：太田塔子，漫畫：手代木史織）

## 外部連結
- 美國高級色情俱樂部曝光 提供全球最貴應召女郎（華夏經緯網）
- 美国纽约伴游英文新闻（纽约伴游英文网）